# Ludwig Revolution
Ludwig Revolution (ルードヴィッヒ革命, Rūdovihhi Kakumei) est un manga shōjo de Kaori Yuki, composé d'une suite d'histoires courtes relatant les aventures du prince Ludwig et de son valet Wilhelm, partis à la recherche d'une princesse digne de Ludwig.

## L'histoire
Ludwig Revolution est une série composée d'une suite d'histoires courtes relatant les aventures du prince Ludwig (Louis pour les intimes) et de son très fidèle valet Wilhelm (Will), sillonnant différents royaumes en quête d'une princesse. Ludwig est un prince au visage et corps de rêve, bon tireur, intelligent et sûr de lui, mais narcissique et sadique en plus d'être un coureur de jupons notoire... avec un net penchant pour les femmes à forte poitrine. Son père le roi désespère d'ailleurs de le voir ramener un jour une jolie et douce princesse. Les décors et l'époque dans laquelle se déroulent les aventures de Louis sont un mélange d'anachronismes.
Au fil de ses voyages, le prince va rencontrer bon nombre de princesses mais ses aventures vont toujours mal finir.

## Inspirations
Kaori Yuki s'inspire de contes célèbres pour écrire les aventures du prince Ludwig, tels que Cendrillon ou la Belle au bois dormant. Au-dessus du titre japonais de chaque épisode de la série, l'auteur indique en katakana une version française du titre. Elle modifie les contes en en reprenant la trame de fond, les personnages principaux et en donnant en général le rôle du prince à Ludwig.
Les contes qu'elle choisit sont ceux publiés par les frères Grimm. Les Grimm ont publié 6 recueils totalisant un peu plus de 200 contes populaires germaniques. Quelques-uns tirent leur origine de contes populaires français relatés par Charles Perrault un siècle plus tôt (dans Les Contes de ma mère l'Oye).
"Ludwig" est le 2e prénom de Jacob Grimm, tandis que "Wilhelm" est le prénom du frère cadet. "Ludwig" est aussi le prénom d'un de leurs autres frères, Ludwig Emil Grimm, peintre et graveur qui a illustré leurs contes. "Dorothea", la sorcière sexy et maso qu'on retrouve dans plusieurs épisodes, tire peut-être son nom de la conteuse allemande Dorothea Viehmann, par laquelle les frères Grimm prirent connaissance de nombreux contes populaires qu'ils purent ainsi retranscrire dans leurs recueils. "Dorothea" est aussi le prénom de la mère des frères Grimm.

## Remarques
La première histoire de la saga est très différente des autres. Au moment de sa prépublication en 1999, l'auteur n'envisageait pas vraiment de faire de Ludwig Revolution une série. Ainsi Blanche Neige est le chapitre le plus sombre, où Louis commet un meurtre et se déclare nécrophile (mais Kaori Yuki le fera changer d'avis par la suite).
Bien qu'ayant encore un tas d'idées et adorant ses personnages principaux, Kaori Yuki a dû mettre un terme à cette série après seulement 4 volumes pour prendre un congé maternité à la naissance de son deuxième enfant en 2007. C'est sans doute pour cette raison que l'auteur a terminé son manga de manière très ouverte, afin de pouvoir éventuellement le continuer un jour.

## Les volumes

### Tome 1
publié le: 18 juin 2004 (au Japon), 19 septembre 2007 (en France)
Chapitres:
- Shirayuki Hime ~ Blanche Neige
- Aka Zukin ~ Le Petit Chaperon Rouge
- Ibara Hime ~ Princesse Ronce
- Aohige ~ Barbe Bleue

### Tome 2
publié le: 25 janvier 2007 (au Japon), 21 novembre 2007 (en France)
Chapitres:
- Rapunzel (Raiponce)
- Princesse Maleen
- Kaeru no Gyokushô ~ Mataha Tetsu no Heinrich ~ Le Roi Grenouille
- Gachôban no Musume ~ La Gardienne d'Oies

### Tome 3
publié le: 19 juin 2007 (au Japon), 23 janvier 2008 (en France)
Chapitres:
- Hänsel et Gretel
- Haikaburi ~ Cendrillon (3 parties)

### Tome 4
publié le: 18 décembre 2007 (au Japon), 18 juin 2008 (en France)
Chapitres:
- Shio no Himegimi ~ La Princesse du Sel (3 parties)
- Aoi Honô no Tôka ~ La Lumière Bleue